# Louis Shelton
William Louis "Louie" Shelton (Little Rock, Arkansas, 6 de abril de 1941) es un guitarrista y productor musical estadounidense. 

## Biografía
Durante las décadas de 1960, 70 y 80 se dedicó a ejercer como músico de sesión para diferentes estudios de grabación de Los Ángeles. Entre sus más notables trabajos, destacan sus colaboraciones con The Monkees o el solo de flamenco en "Valleri", tema utilizado por Michael Nesmith en su serie de televisión. Shelton fue miembro del reputado grupo de músicos de sesión conocidos como The Wrecking Crew.
A lo largo de su carrera profesional Shelton ha colaborado en grabaciones de artistas como Marvin Gaye, 
Simon and Garfunkel, 
Stevie Wonder, 
Boz Scaggs,
Gladys Knight & the Pips, 
The Jackson 5, 
Neil Diamond, 
John Lennon, 
Barbra Streisand, 
The Carpenters, 
The Mamas & the Papas, 
Glen Campbell, 
Ella Fitzgerald, 
The Partridge Family, 
James Brown, 
Diana Ross, Whitney Houston, 
Joe Cocker, 
Kenny Rogers, 
Henry Mancini, 
Dave Grusin, 
Quincy Jones, 
Lalo Schifrin y Victor Wooten. Interpretó el solo de guitarra para la grabación del éxito de Lionel Richie, "Hello".
Desde los años 70 se desempeñó también como productor musical, trabajando con artistas como Seals and Crofts, Art Garfunkel, Amy Wooley, England Dan & John Ford Coley, Noiseworks y Southern Sons. 
En 2007 fue incluido en el Musicians Hall of Fame junto a los demás miembros de The Wrecking Crew. En 2013 fue además incluido en el Arkansas Entertainers Hall of Fame.

## Discografía como solista
- Touch Me (Warner Bros., 1969)
- Hot & Spicy (Sin-Drome, 1988)
- Guitar (Lightyear, 1996)
- Urban Culture (Lightyear, 2000)
- Nashville Guitars (Lightyear, 2000)
- Souvenir
- Jazz Cafe